# جروم پریور
جروم پریور (انگلیسی: Jérôme Prior؛ زادهٔ ۸ اوت ۱۹۹۵) بازیکن فوتبال اهل فرانسه است.
از باشگاه‌هایی که در آن بازی کرده‌است می‌توان به باشگاه فوتبال بوردو اشاره کرد.